# Grand Prix Fémin'Ain
Le Grand Prix Fémin'Ain est une course cycliste disputée à Izernore dans le département de l'Ain, en Auvergne-Rhône-Alpes.
Créée en 2007, la course est une épreuve de la Coupe de France féminine depuis 2011.

## Palmarès
| Année | Vainqueur           | Deuxième           | Troisième              |
| ----- | ------------------- | ------------------ | ---------------------- |
| 2007  | Jeannie Longo       | Edwige Pitel       | Nathalie Tirard-Collet |
| 2008  | Amélie Rivat        | Eugénie Mermillot  | Aude Pollet            |
| 2009  | Eugénie Mermillot   | Aurélie Bramante   | Amélie Rivat           |
| 2010  | Flavie Montusclat   | Marion Azam        | Annick Le Helley       |
| 2011  | Ludivine Loze       | Alexia Muffat      | Alna Burato            |
| 2012  | Carlee Taylor       | Veronique Labonte  | Audrey Cordon          |
| 2013  | Amélie Rivat        | Élodie Hegoburu    | Mélanie Bravard        |
| 2014  | Marion Sicot        | Mélanie Bravard    | Lucie Pader            |
| 2015  | Jutta Stienen       | Marion Sicot       | Daniela Reis           |
| 2016  | Émilie Rochedy      | Sandrine Bideau    | Astrid Chazal          |
| 2017  | Marion Sicot        | Fanny Leleu        | Agua Marina Espinola   |
| 2018  | Elizaveta Oshurkova | Maria Novolodskaya | Marie Le Net           |